# Jesper Kristensen
Jesper Kristensen (født 9. oktober 1971 i Esbjerg) er en dansk tidligere midtbanespiller i fodbold, der spillede for Brøndby IF. Han spillede fire landskampe for Danmark, og var i 1995 med til at vinde King Fahd Cup (Confederations Cup) til Danmark. 
Kristensen startede sin karriere i Esbjerg fB, sommeren 1991 flyttede han til Brøndby IF. Han blev i 1993 udnævnt til Årets talenter i dansk herrefodboldårets U23-talent i Danmark og fik sin danske landshold debut mod Ungarn i april 1994, hvor han efter 70 minuter erstatede Henrik Larsen. Han var med Brøndby med til at vinde landspokalfinalen 1994, og var en del af det danske hold, der vandt King Fahd Cup i januar 1995, finalen mod Argentina blev hans sidste landskamp. Han spillede også fire kampe på ligalandshold, 15 U21- og 8 U19-landskampe. Han spillede et par kampe for Brøndby da de vandt Superligaen 1995-1996, men var tvungen at stoppe sin karriere i august 1995 på grund af skader.[kilde mangler] Han spillede i alt 129 kampe for Brøndby deraf 103 kampe og 11 mål i Superligaen. 